# Neochelonia bieti
Neochelonia bieti är en fjärilsart som beskrevs av Charles Oberthür 1883. Neochelonia bieti ingår i släktet Neochelonia och familjen björnspinnare. Inga underarter finns listade i Catalogue of Life.